# Heavenly Recordings
Heavenly Recordings (también simplemente Heavenly Records) es una compañía discográfica independiente fundada en 1990 por Jeff Barrett, que difunde rock y la mayoría de los grupos y músicos del indie rock en su mayoría originarios del Reino Unido. Es una de las discográficas británicas que están junto con Rough Trade Records, Factory Records, Creation Records, Mute Records, Domino Recording Company y Ninja Tune.
Actualmente es partidaria de PIAS Group, subsidaria de Bélgica.

## Algunos artistas de la discográfica
- Gwenno Saunders (The Pipettes)
- Manic Street Preachers
- King Gizzard & the Lizard Wizard
- Saint Etienne
- Toy